# Dolac (Travnik, BiH)
Dolac  je naseljeno mjesto u općini Travnik, Federacija Bosne i Hercegovine, BiH.
Nalazi se istočno od Travnika.

## Stanovništvo

### 1991.
Nacionalni sastav stanovništva 1991. godine, bio je sljedeći:
ukupno: 700
- Hrvati – 371
- Muslimani – 303
- Srbi – 10
- Jugoslaveni – 8
- ostali, neopredijeljeni i nepoznato – 8

### 2013.
Nacionalni sastav stanovništva 2013. godine, bio je sljedeći:
ukupno: 480
- Bošnjaci – 457
- Hrvati – 19
- Srbi – 1
- ostali, neopredijeljeni i nepoznato – 3

## Poznate osobe
- Zlata Bartl, tvorkinja začina Vegeta
- Miroslav Blažević, nogometni trener
- Marijan Marković, katolički biskup, banjolučki apostolski upravitelj
- Ivan Evanđelist Šarić, vrhbosanski nadbiskup